# قضاء جرينة
قضاء جرينة قضاء يقع في محافظة مادبا في الأردن. ينتمي القضاء للواء قصبة مادبا الذي يضم 3 أقضية. يقدر عدد سكانه بـ 9616 نسمة حسب إحصاء 2020.
تم استحداث القضاء بتاريخ في عام 2001م ويضم مجلس بلدي واحد. يشمل القرى التالية: ( جرينة، غرناطة، العريش، الوسية، برذلة، حوض أبو النمل). يحد القضاء من الشمال محافظة العاصمة ومن الجنوب لواء قصبة مادبا ومنطقة الفيصلية ومن الشرق لواء قصبة مادبا ومحافظة العاصمة ومن الغرب لواء الشونة الجنوبية.